# Song Hae-seong
Dans ce nom coréen, le nom de famille, Song, précède le nom personnel.
Song Hae-seong (송해성), ou parfois Song Hye-sung, est un réalisateur et scénariste sud-coréen, né le 11 octobre 1964 à Séoul.

## Biographie
Song Hae-seong est diplômé de l'université Hanyang en Corée du Sud. Il commence sa carrière en tant qu'assistant réalisateur sur dans les années 1990, travaillant sur les films Susan Brink's Arirang, Rules of the Game et Born to Kill. Il réalise en 2001 son premier film, Failan, qui remporte plusieurs prix. En 2002, il adapte la vie du catcheur Rikidōzan dans le film du même nom, également récompensé.
Il adapte en 2013 le roman Aging Family de Cheon Myeong-kwan, sur un trio adolescent de frères loser qui s'embarque dans une série de mésaventures après être revenu dans la maison de leur mère. De ce film Boomerang Family interprété par Youn Yuh-jung, Yoon Je-moon, Park Hae-il, Gong Hyo-jin et Jin Ji-hee, Song plaisante en disant que c'est un « Avengers du pauvre » (« low-budget family Avengers »).

## Filmographie partielle

### Réalisateur
- 1999 : Calla
- 2001 : Failan
- 2004 : Rikidōzan
- 2006 : Nos jours heureux
- 2010 : A Better Tomorrow
- 2013 : Goryeonghwa gajok

### Scénariste
- 1996 : Born to Kill
- 1999 : Calla
- 2001 : Failan
- 2004 : Rikidōzan

### Acteur
- 2001 : Raybang

## Distinctions
- Blue Dragon Film Awards 2001 : Prix du meilleur réalisateur pour Failan
- Grand Bell Awards 2002 : Prix du jury et prix du meilleur réalisateur pour Failan
- Festival du film asiatique de Deauville 2002 : Lotus du meilleur réalisateur pour Failan
- Grand Bell Awards 2005 : Prix du meilleur réalisateur pour Rikidozan